# Yokozuna

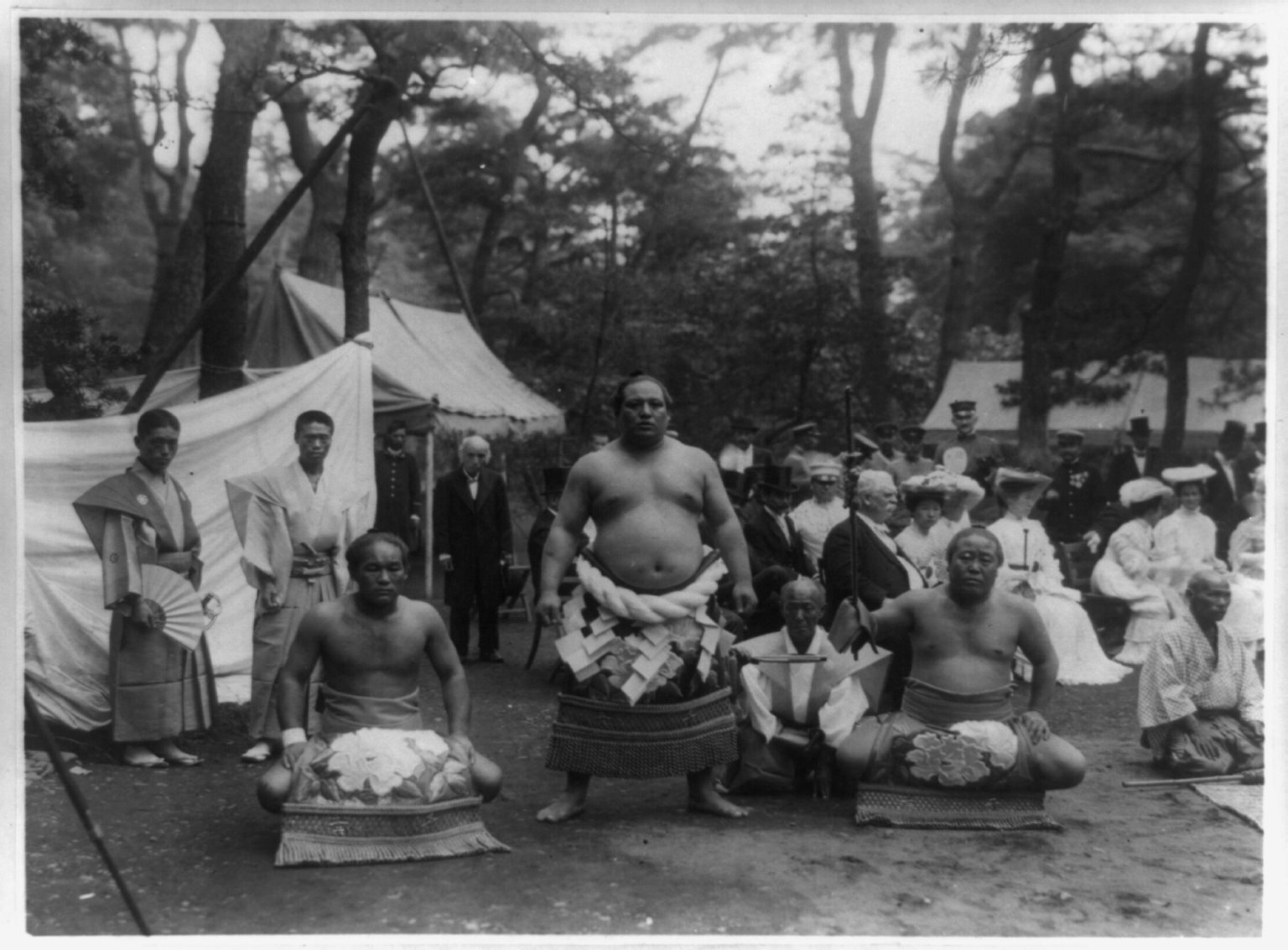
Yokozuna Hitachiyama Taniemon

Yokozuna (横綱 yokozuna) is de hoogste status in het sumo.
De naam slaat op het grote witte touw (tsuna) dat de yokozuna tijdens bepaalde rituelen zoals de dohyo iri om zijn middel (yoko = zijkant) draagt. De dohyo iri is het ritueel dat voorafgaand aan iedere wedstrijd dag door de sumoworstelaars wordt uitgevoerd. De eerste niet-Japanner die de Yokozuna-status bereikte was de oorspronkelijk van Hawaï afkomstige Akebono. In 2017 werd na negentien jaar weer een Japanner yokuzuna.